# Pseudosesia insularis
Pseudosesia insularis is een vlinder uit de familie wespvlinders (Sesiidae), onderfamilie Sesiinae.
Pseudosesia insularis is voor het eerst wetenschappelijk beschreven door Felder in 1861. De soort komt voor in het Oriëntaals gebied.